# Квальо, Анджело Второй, или Младший
Анджело Квальо II, или Младший (итал. Angelo Quaglio il Giovane; нем. Angelo Quaglio II; 13 декабря 1829, Мюнхен — 5 января 1890, Мюнхен) — немецкий художник итальянского происхождения: живописец архитектурных видов, декоратор Мюнхенских королевских театров. Представитель большой семьи художников-декораторов из Ломбардии. Известен тем, что принимал участие в создании постановок грандиозных музыкальных драм Рихарда Вагнера в Мюнхене.

## Биография
Анджело Младший был сыном Симона Квальо (1795—1878), декоратора Мюнхенских королевских театров, а Симон был третьим сыном Джузеппе Квальо (1747—1828), родоначальника семьи, происходившей из селения Лаино, расположенного между озером Комо и озером Лугано (Ломбардия, который в 1771 году уехал в Германию, работал в оперном театре в Мангейме, а в 1778 году переехал в Мюнхен, поэтому его дети и внуки родились в Мюнхене.
Брат Симона и дядя Анджело — Анджело Квальо Старший (1778—1815) — был архитектором и живописцем. Он писал архитектурные пейзажи и готовил для Сюльписа Буассере материалы по восстановлению Кёльнского собора.
О самом Анджело Младшем известно немного. Первые уроки рисунка и живописи он получил у отца и у Франца Адама, затем отправился к Карлу Гропиусу в Берлин и к Шарлю-Антуану Камбону в Париж для дальнейшего обучения. Вернувшись в 1850 году в Мюнхен, он стал придворным театральным художником и первым помощником отца. В 1854—1855 годах Анджело Квальо Младший совершил ознакомительные поездки в Париж, Брюссель, Берлин, Дрезден и Ганновер, а в 1860 году стал руководителем живописцев-декораторов придворного театра в Мюнхене.
Мастерская Квальо Анджело Младшего в Мюнхене получила европейскую известность благодаря разработанным им эскизам постановок Рихарда Вагнера, в которых были учтены пожелания композитора, а также поощрения баварского короля Людвига II. В 1865—1880-х годах Квальо также работал в театре Дрездена и придворных театрах Берлина, Штутгарта, Ганновера и Санкт-Петербурга. Квальо создал декорации к премьерам опер Рихарда Вагнера «Тангейзер» (1845), «Лоэнгрин» (1850), «Тристан и Изольда» (1865).
Анджело Квальо похоронен на старом южном кладбище Мюнхена. Его сын — Евгений (Эжен) Квальо (Eugen Quaglio, 1857—1942).
- Макет декораций третьего акта премьерной постановки оперы Рихарда Вагнера «Тристан и Изольда» 10 июня 1865 года в Мюнхене
- Эскиз костюма Бассы Селима для постановки оперы «Похищение из сераля» В. А. Моцарта. Между 1830 и 1850. Бумага, акварель, Метрополитен-музей, Нью-Йорк
- Старый Нюрнберг. 1856. Бумага, акварель
- Водопад в Бергене. Между 1788 и 1815. Бумага, кисть, тушь. Рейксмюсеум, Амстердам